# Age of Sail II
Age of Sail II là phiên bản thứ hai của trò chơi máy tính về thủy chiến thuộc dòng game chiến lược thời gian thực Age of Sail do hãng Akella phát triển và TalonSoft phát hành vào năm 2001.
Ở phiên bản mới này, game cũng lấy mốc thời gian vào giai đoạn 1775–1820, cách chơi lấy bối cảnh mang tính lịch sử thực tế được nâng cao với cơ chế đồ họa 3D và góc xoay camera tự do, game còn bổ sung thêm những phe phái, tàu chiến cũng những tính năng mới như bản đồ nhỏ, bánh lái v.v. Người chơi sẽ điều khiển các bộ phận và hải đoàn trên chiến hạm của các quốc gia Châu Âu để tham gia vào những trận đấu pháo tay đôi kinh điển vào thế kỷ 18 với khoảng 100 màn chơi kịch bản dựa theo những trận thủy chiến nổi tiếng trong lịch sử.
Ngoài ra hãng phát triển còn tung ra một bản mở rộng độc lập mới với tựa đề là Age of Sail II: Privateer's Bounty được phát hành vào năm 2002.

## Lối chơi
Lối chơi của Age of Sail II có bản đồ nhỏ, người cầm lái và danh sách các tàu đang chơi. Người chơi điều khiển một hoặc nhiều bình mỗi bình với một số khẩu pháo, sức khỏe và buồm cụ thể. Ngoài ra còn có các điều khiển tốc độ của trò chơi.
Nhằm giành lấy chiến thắng, người chơi phải khiến tàu địch đầu hàng, hoặc đơn giản là đánh chìm chúng. Thiệt hại gây ra cho tàu được xác định theo loại phát bắn (đạn vòng, đạn dây xích, đạn bi, đạn hộp) và mục tiêu (thân tàu/cánh buồm). Mỗi đám cháy cũng gây ra thiệt hại cho thủy thủ đoàn. Phát bắn Canister được chế tạo đặc biệt nhằm gây sát thương cho các thành viên thủy thủ đoàn đối địch. Càng ít người trên tàu, cơ hội đầu hàng của tàu càng cao. Tốc độ của các hoạt động như điều động buồm, sửa chữa thiệt hại và tốc độ nạp đạn của pháo cũng bị ảnh hưởng.
Trò chơi đã bị giới phê bình cho rằng có giao diện quá phức tạp và đôi khi bị hỏng hoàn toàn, với sự phức tạp không cần thiết khi chỉ đạo các đội thực hiện các hành động khác nhau để giữ cho một con tàu hoạt động. Game engine 3-D cũng bị chỉ trích, đôi khi chạy chậm đến bốn khung hình/giây trong các hành động hạm đội lớn.

## Đón nhận
Trò chơi nhận được nhiều đánh giá "hỗn hợp" theo trang web tổng hợp kết quả đánh giá Metacritic. Tuy nhiên, John Lee của NextGen cho biết, "Những người già và người muối già sẽ thấy gỗ của họ rùng mình dữ dội trong cuộc sống xa hoa vượt biển này, nhưng chủ nhà có thể là người sáng lập."

### Privateer's Bounty
Privateer's Bounty nhận được đánh giá trung bình, thuận lợi hơn một chút so với Age of Sail II bản gốc, theo Metacritic.